# جزيرة جريشة

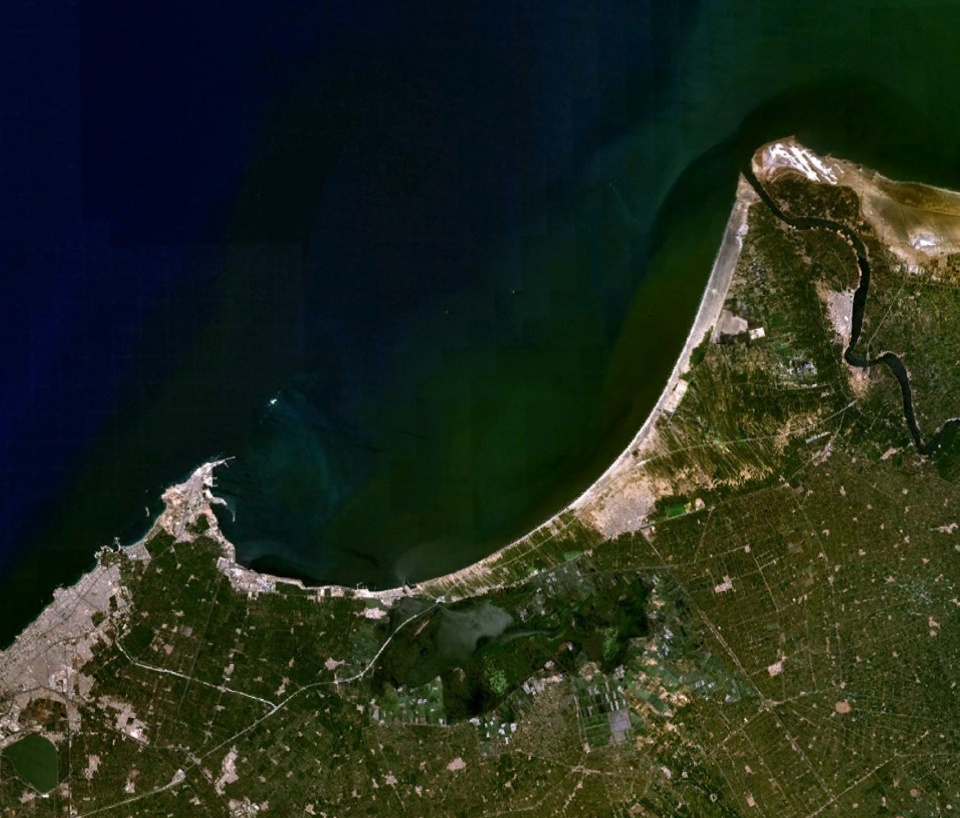
صورة من الجو لخليج أبو قير

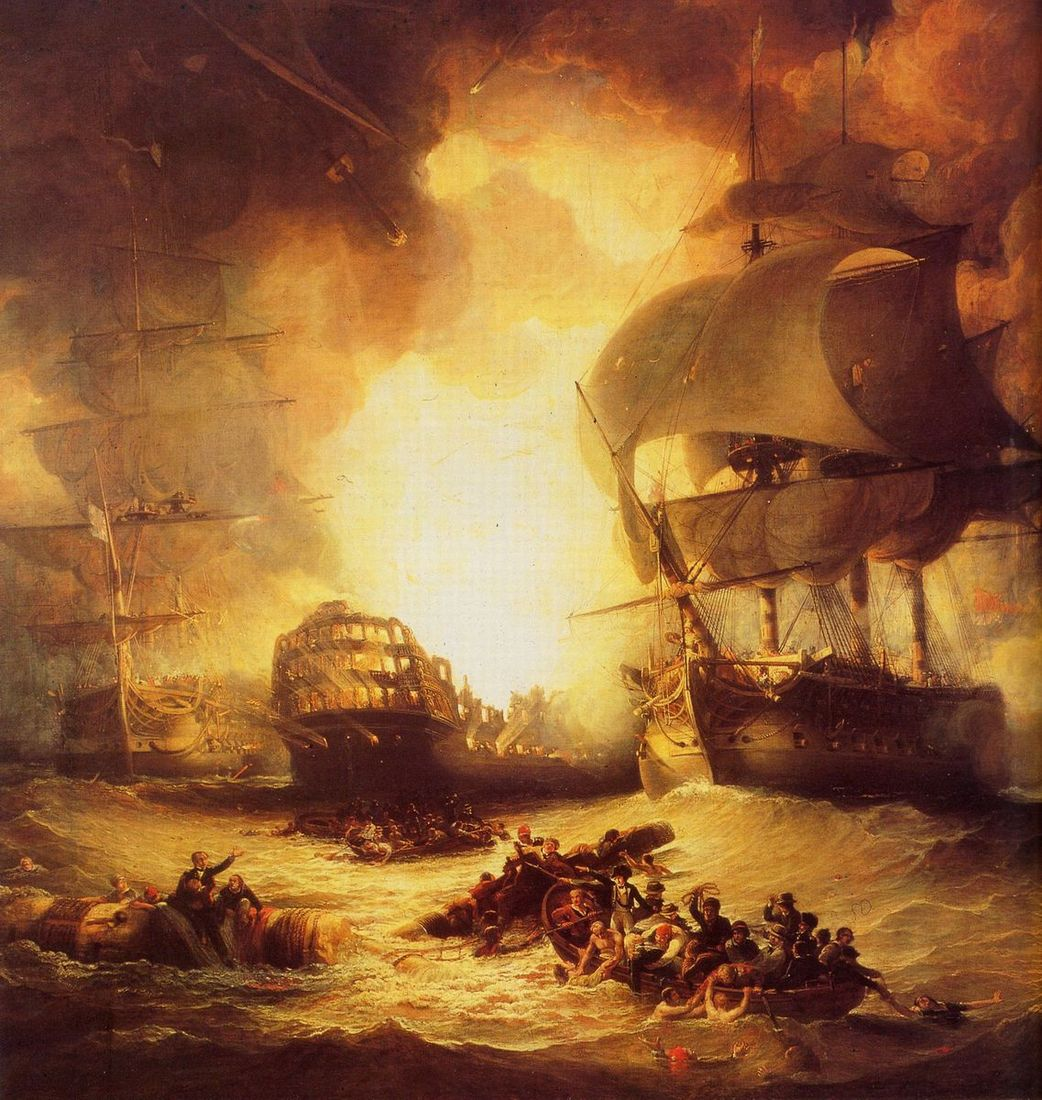
الأسطول الفرنسي دمر بالكامل في معركة أبو قير البحرية

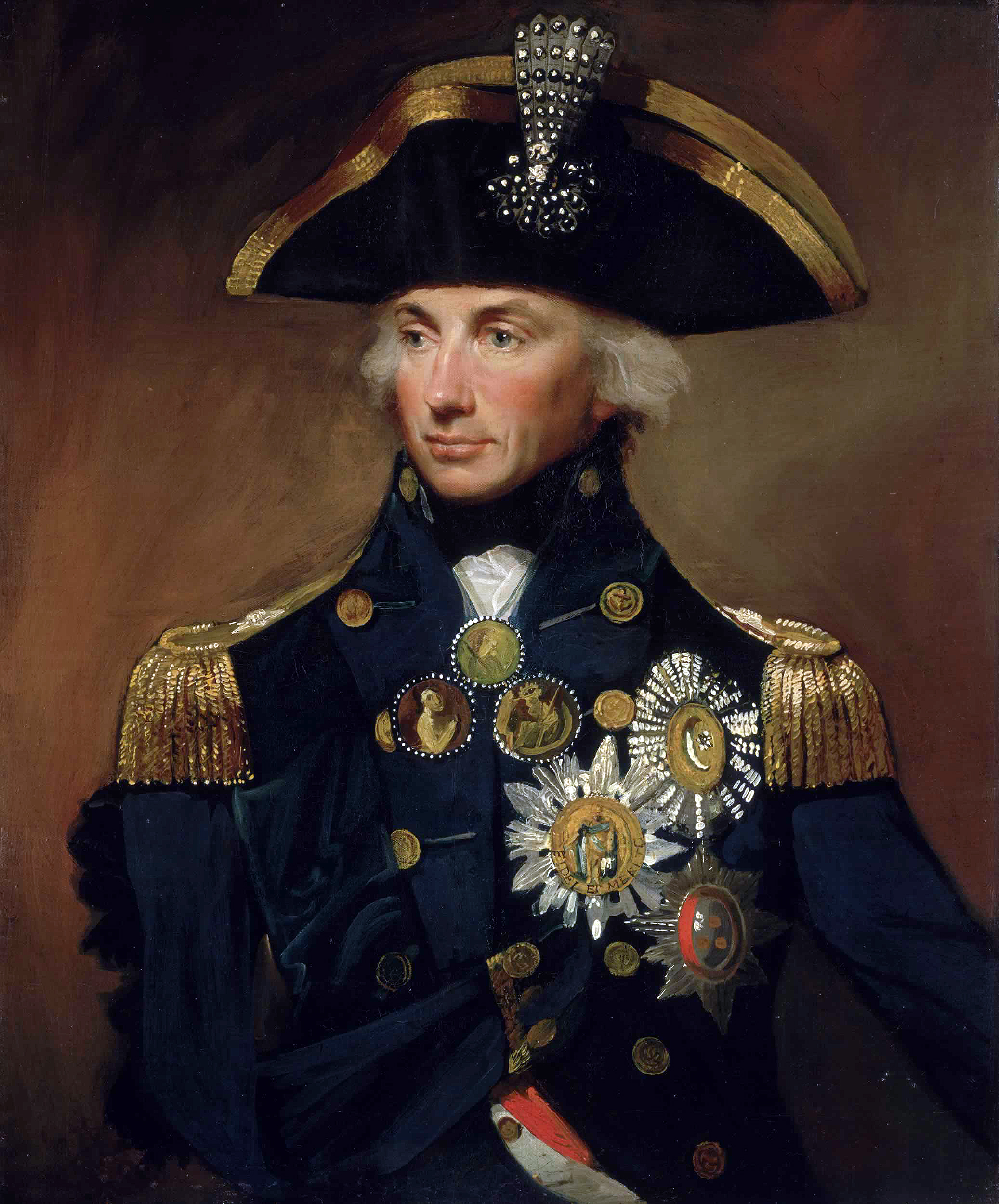
الأميرال نلسون

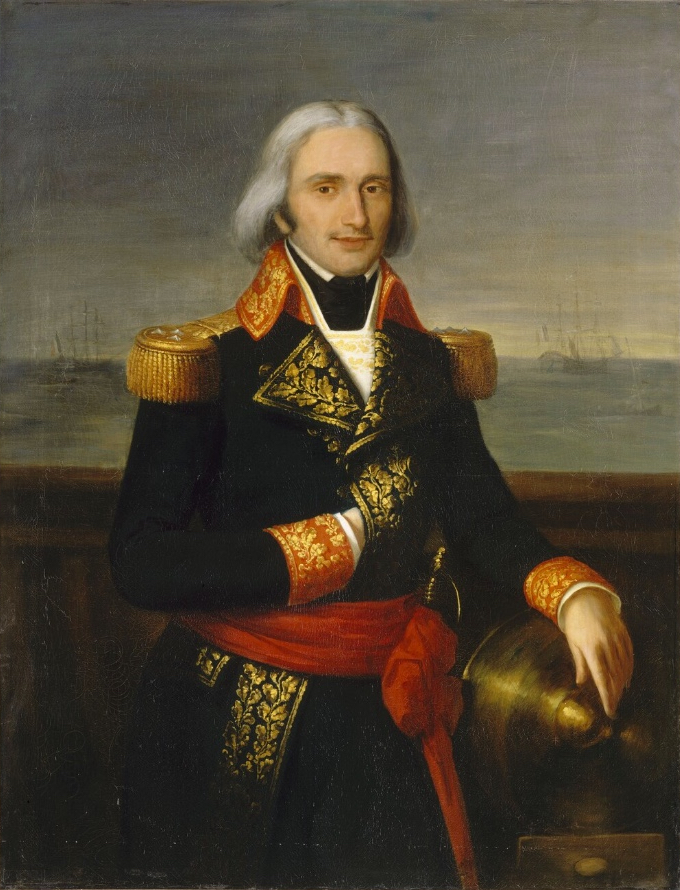
الأميرال برويس

جزيرة نيلسون أو  جزيرة جريشة  كما تسمى بأهل الإسكندرية وهي قريبة من ساحل الإسكندرية على بعد 4 كيلو مترات شمال خليج أبو قير ومساحتها الحالية حوالي 21300 متر مربع وهي جزيرة مشهورة لهواة الصيد والغطس .
سميت باسم القائد الإنجليزي، هوراتيو نيلسون، أعظم قواد البحر عند البريطانيين، الذي انتصر في معركة أبي قير البحرية على الأدميرال برويس قائد أسطول نابليون بونابرت في معركة النيل سنة 1798.
و في عهد الأسكندر الأكبر كانت جزيرة نيلسون عبارة عن رأس نتوء طويل يتصل بالأرض اليابسة من خلال لسان ضيق وكانت الجزيرة مليئة بالسكان قبل مجيء الأسكندر الأكبر للبلاد .
بعد ذلك بدات البعثة الإيطالية بقيادة (باولو جاللو) من جامعة تورين العمل والبحث في جزيرة نيلسون عام 1998 واكتشفت من خلال البحث 200 قطعة أثرية كبيرة ساهمت بشكل أساسي في فهم حياة وثقافة ساكني الجزيرة القدماء ومن هذه الأكتشافات التي تم اكتشافها الكثير من  القطع الآثرية التي ترجع إلى العصر البطالمي وأيضاً اكتشفوا بعض القطع والنقوش والقبور القديمة .
و تشير البقايا الأثرية التي عثر عليها بالجزيرة إلى جزء من موقع أثري ضخم أغلبة مغمور تحت مياه البحر فقد كان الجزء العلوي من الجزيرة هو أفضل مكان في الخليج للتحكم في حركة الملاحة البحرية (بهيراكليون) حيث أنه كان أكبر ميناء في مصر قبل تأسيس الأسكندرية .
ويضم متحف الآثار بمكتبة الأسكندرية 183 قطعة من القطع الأثرية المكتشفة على جزيرة الأسكندرية .
حيث يوجد بالجزيرة الكثير من الأواني الخزفية المبعثرة وآثار وجدران قديمة ومباني وقبور منسية وأماكن رائعة، وتستغرق الرحلة إلى الجزيرة من شاطئ أبو قير 45 دقيقة بقارب بخاري وهي رحلة تجعلك تستمتع بنزهة سعيدة في الطبيعة، وعند الوصول إلى الجزيرة بعد رحلة بحرية ممتعة ستشعر بأجواءها المثيرة حيث أنها كانت موطناً للفراعنة وإغريق سكنوا وعاشو فيها قبل بناء الأسكندرية .